# Toruń Zachodni
Toruń Zachodni – nieistniejąca stacja kolejowa w granicach administracyjnych Torunia, w województwie kujawsko-pomorskim, w Polsce.
Stację kolejową Toruń Zachodni otwarto 28 lutego 1910 roku wraz z uruchomieniem połączenia kolejowego z miejscowością Czarnowo. 1 kwietnia 1966 roku połączenie to zostało zawieszone, a w 1968 roku rozebrano budynek stacyjny oraz torowisko prowadzące w kierunku Czarnowa. Zachowała się jedynie bocznica kolejowa prowadząca od stacji Toruń Północny do jednostki wojskowej przy ulicy Balonowej, którą ostatecznie zlikwidowano w lipcu 2016 roku.

## Galeria

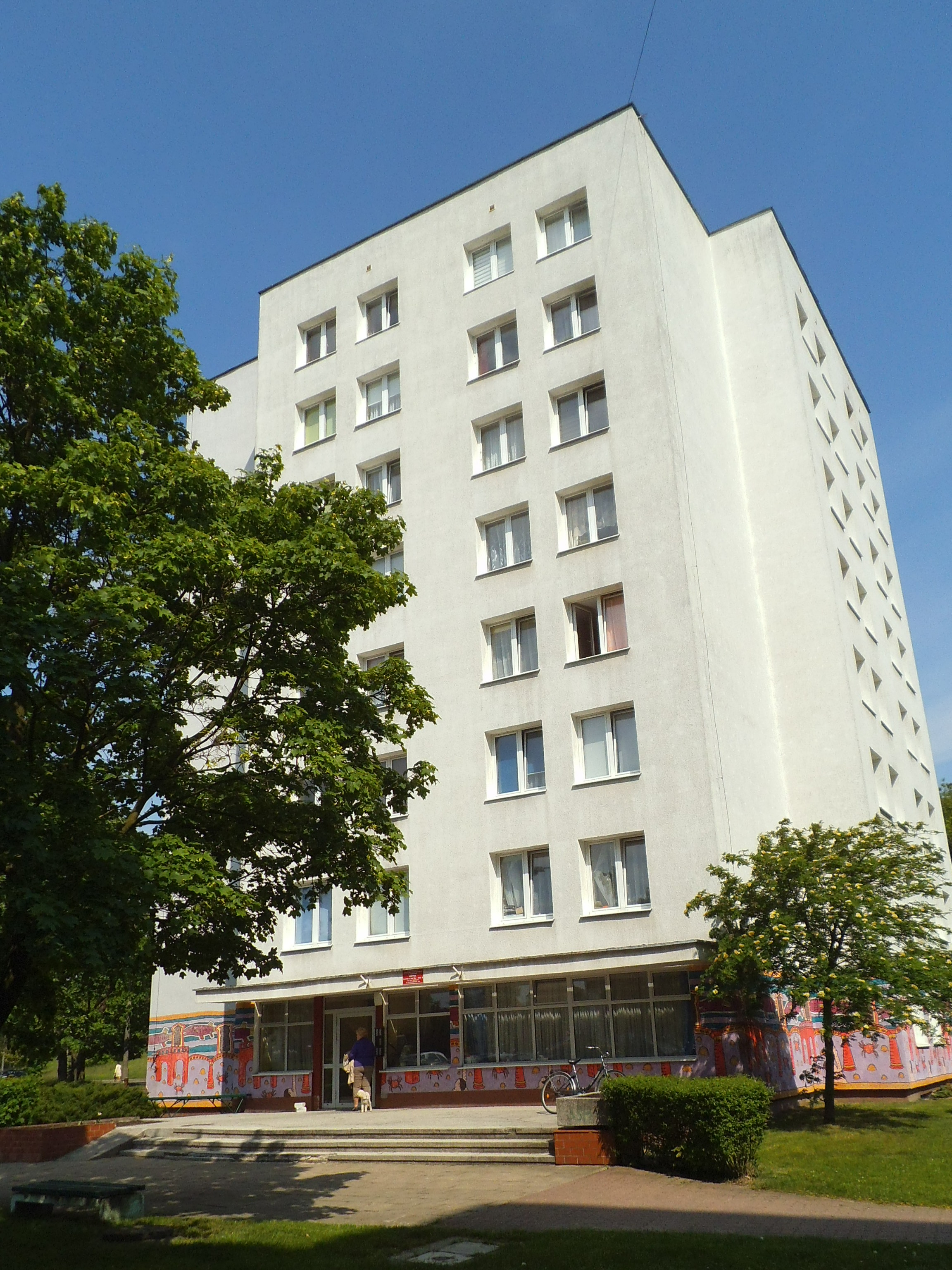
Hotel Asystencki nr 2, przy którym biegła linia kolejowa do Czarnowa
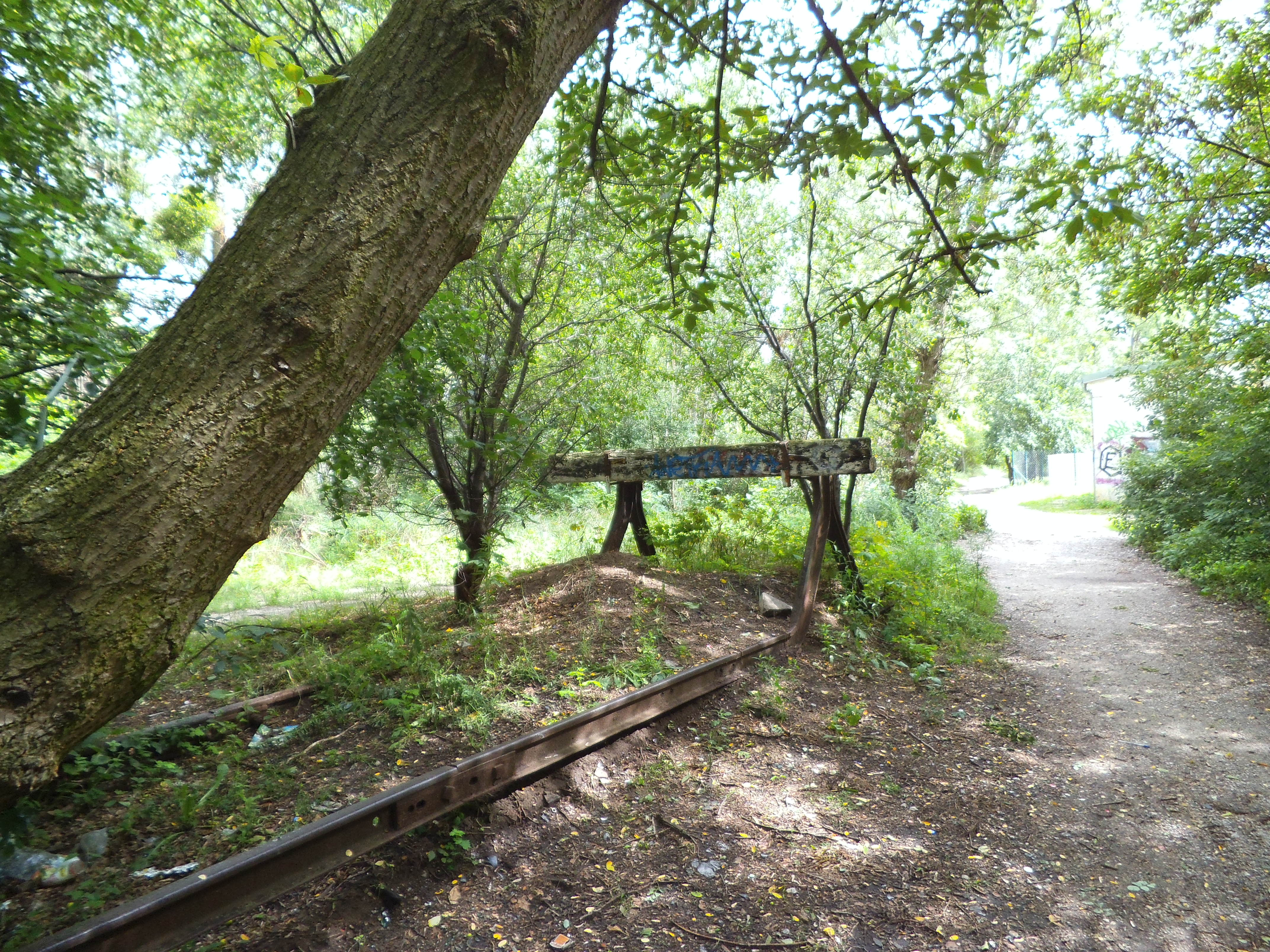
Fragment linii kolejowej Toruń – Czarnowo na tyłach Zespołu Szkół Mechanicznych, Elektrycznych i Elektronicznych
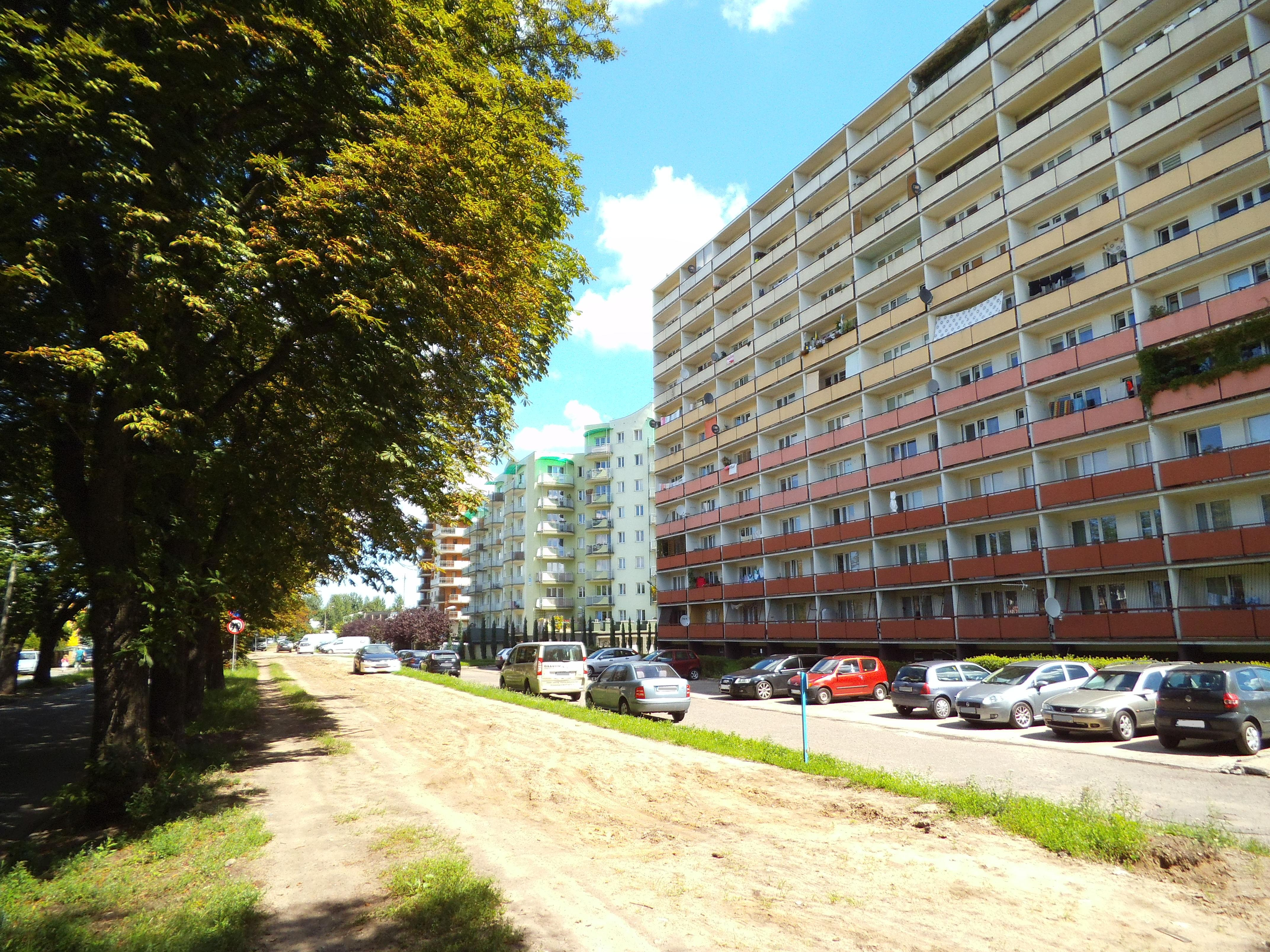
Ślad po bocznicy kolejowej, którą ostatecznie zlikwidowano w lipcu 2016 roku